# Bruckneudorf

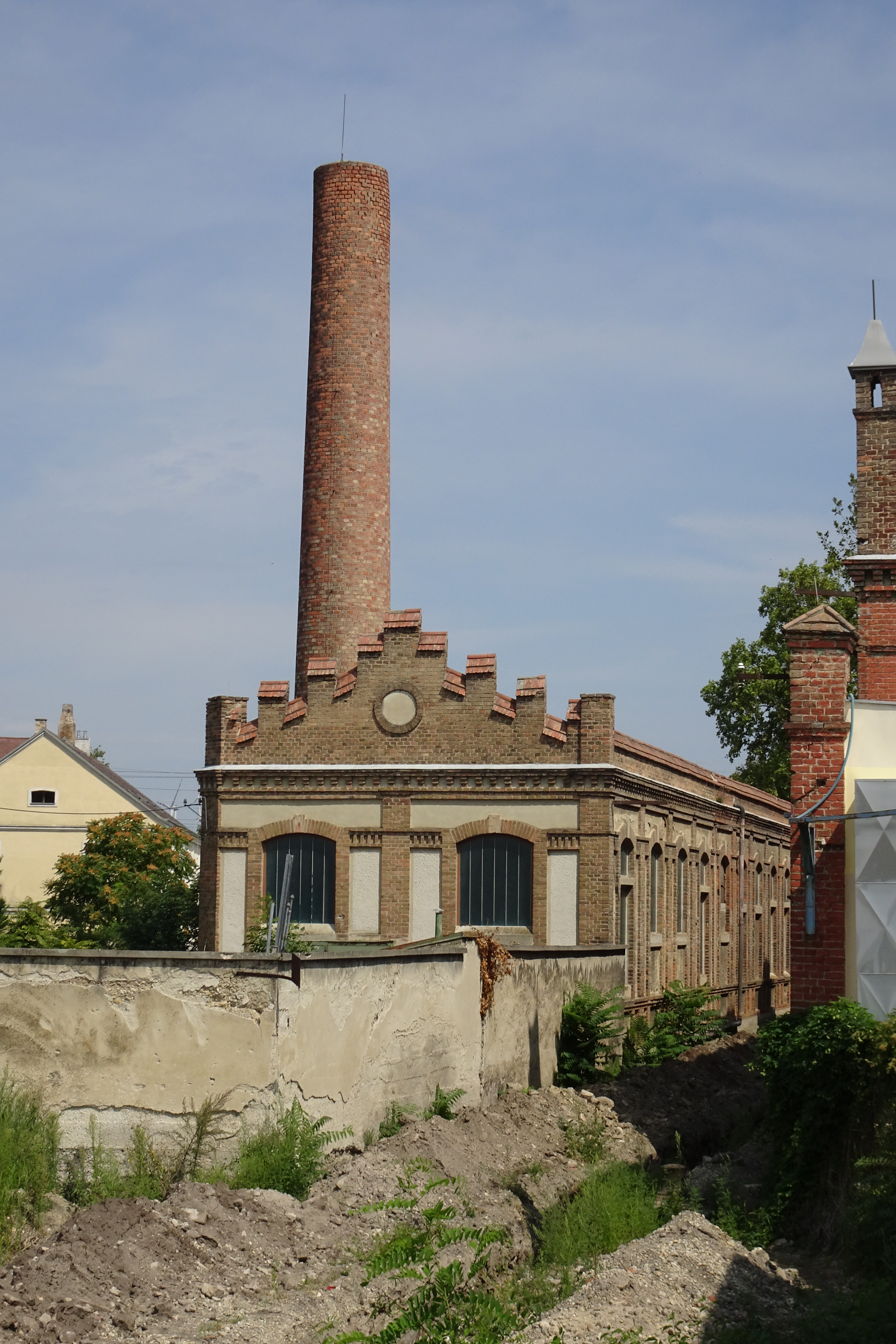
Une ancienne usine militaire à Bruckneudorf. Aout 2021.

Bruckneudorf est une commune d'Autriche, dans le Burgenland. Elle fait partie du district de Neusiedl am See.